# بارباروس‌ها شمشیر مدیترانه
بارباروس‌ها شمشیر مدیترانه (ترکی استانبولی: Barbaroslar: Akdeniz'in Kılıcı) یک مجموعه تلویزیونی ترکی داستان تاریخی ساخته‌شده توسط ES Film، با بازی انگین آلتان دوزیاتان و اولاش تونا استپ در نقش‌های اصلی است. این سریال زندگی بارباروس خیرالدین پاشا، «کاپودان پاشا» امپراتوری عثمانی را به تصویر می‌کشد. «بارباروس‌ها شمشیر مدیترانه» در تاریخ ۱۶ سپتامبر ۲۰۲۱ در تی‌آرتی ۱ برای اولین بار به نمایش درآمد.

## موضوع
این سریال به شرح زندگی بارباروس خیرالدین پاشا و برادرانش می‌پردازد.

## بازیگران
- اولاش تونا استپ درنقش بارباروس خیرالدین پاشا
- انگین آلتان دوزیاتان درنقش عروچ رئیس
- یتکین دیکینجیلر درنقش اسحاق آقا
- جانر توپچو درنقش الیاس
- پلین آکیل درنقش ایزابل
- اییت اوزشنر درنقش پییترو
- بهادر ینی شهیرلی اوغلو درنقش درویش
- دوریم اوین درنقش آنتونی
- گلجان ارسلان درنقش دسپینا
- ملیس باباداغ درنقش زینب

## پخش
تا جولای ۲۰۲۱، انتظار می‌رفت این سریال در سپتامبر همان سال منتشر شود. اولین تیزر تریلر این مجموعه در ۲۰ ژوئن ۲۰۲۱ منتشر شد. در ۴ سپتامبر، سازمان رادیو و تلویزیون دولتی ترکیه تریلر دومی را برای این سریال منتشر کرد که عنوان آن "Barbaroslar: Akdeniz'in Kılıcı" را فاش کرد. تاریخ و تاریخ نمایش ۱۶ سپتامبر.